# Cathy McClellan
Cathy McClellan (...) è un'ex schermitrice statunitense.
È stata due volte campionessa nazionale nella specialità spada e nel 2008 è entrata a far parte della US Fencing Hall of Fame.

## Palmarès
In carriera ha conseguito i seguenti risultati:
- Giochi Panamericani:

L'Avana 1991: oro nella spada a squadre.